# Caesalpinia secundiflora
Caesalpinia secundiflora är en ärtväxtart som beskrevs av Ignatz Urban. Caesalpinia secundiflora ingår i släktet Caesalpinia och familjen ärtväxter. Inga underarter finns listade i Catalogue of Life.